# 利伯爾·科扎克
利伯爾·科扎克（1989年5月30日—）是一位捷克足球運動員。在場上司職前鋒。現時效力英冠球會阿士東維拉。他也代表捷克國家足球隊參賽。